# Vasiľ Biľak
Vasiľ Biľak, född 11 augusti 1917 i Krajná Bystrá i dåvarande Kungariket Ungern (ungerska: Bátorhegy), död 6 februari 2014 i Bratislava, Slovakien, var en slovakisk politiker och kommunistledare. Han var sekreterare i Slovakiens kommunistparti 1962-1968, och generalsekreterare i detsamma från januari till augusti 1968. 1968-1988 var han ledamot i presidiet för Tjeckoslovakiens kommunistiska partis centralkommitté, och hade långtgående inflytande över partiets utrikespolitik och ideologi. Han stödde invasionen i samband med Warszawapakten 1968.